# 성운대학교
성운대학교(Sungwoon University)는 대한민국의 경상북도 영천시에 위치한 사립 전문대학이다.

## 연혁
1996년 12월 26일, 학교법인 성덕학원에 의하여 성덕전문대학이 설립되었다. 이듬해 3월 개교하였다. 1998년 5월, 성덕대학으로 교명을 변경하였다. 2012년 3월, 성덕대학교로 교명을 변경하고, 2020년부터 성운대학교로 교명을 변경하였다.
한편, 2012년 대한민국 교육과학기술부로부터 정부재정지원제한대학으로 선정된 바 있다. 2015년부터 2016년까지 대학구조개혁평가에서 D등급을 받은 이력이 있다. 2017년, 이 등급으로 인한 재정 지원 제한 조치는 해제되었다. 2018년, 대학기본역량진단에서 역량강화대학으로 선정된 이력이 있다.

## 교육편제
성운대학교는 자연과학, 인문사회 등 2개 계열을 자체적으로 설정하고, 3개 학부, 4개 학과, 11개 전공을 설치하여 전문학사 학위 과정을 교수하고 있다. 한편, 유아교육과와 인문사회계열의 일부 학부의 전공에 한하여 전공심화 과정을 편제하고 있다.

## 캠퍼스 풍경
성운대학교는 경상북도 소재 사립 전문대학으로, 영천시 신녕면 화남리에 캠퍼스가 위치한다. 캠퍼스 북부로 화남리산이 위치하여 캠퍼스 고저차가 큰 편이다. 캠퍼스 동부로 각종 강의동과 운동장 등 체육 시설이 위치하며, 서부에 청소년 수련원인 성덕수련원이 위치하고 있다.
캠퍼스 인근 기반 시설은 부족한 편이며, 캠퍼스 남부로 영천상주고속도로가, 캠퍼스 동부로는 2024년 이설 예정인 중앙선 신녕역~화산역 구간 선로가 위치한다.